# Tyne Cot katonai temető
A Tyne Cot katonai temető (Tyne Cot Cemetery) egy első világháborús sírkert a belgiumi Tynecotstraattól északkeletre; tervezője Herbert Baker és John Reginald Truelove volt. A legnagyobb nemzetközösségi katonai temető.

## Története
A Tyne Cot és a Tyen Cottage nevet a northumberlandi lövészek (Northumberland Fusiliers) adták egy mezőgazdasági épületnek, amely a Passchendaele és Broodseinde közötti út egyik kereszteződésének közelében állt. Az építményt a németek megerősítették, majd a 3. Ausztrál Hadosztály 1917. október 4-én, a Passchendaele elleni offenzívában elfoglalta.
A közelben kialakított temető első halottját 1917. október 6-án helyezték végső nyugalomra. 1918 márciusáig 343 katonát temettek el a sírkertben. Április 13-tól szeptember 28-áig a temető ismét német kézbe került, majd a belga hadsereg foglalta el. A háború után a sírkert méretét jelentősen megnövelték, ugyanis más temetőkből helyeztek át oda földi maradványokat.
1922-ben felkereste a sírkertet V. György brit király. Javaslatára az áldozati keresztet az egykori legnagyobb erődítményen helyezték el. A temető területén három másik erődítmény is található. A sírkertben a Nemzetközösség 11 964 első világháborús hősi halottja, valamint négy német katona fekszik. Közülük 8372-t nem sikerült azonosítani. Külön emlékművet állítottak annak a nyolcvan katonának, aki feltehetően ott nyugszik. Egy másik emlékműre húsz elesett katona nevét vésték, akit olyan temetőben hantoltak el, amely később megsemmisült az ágyúzásban. Az azonosított nemzetközösségi hősi halottak közül 2337 brit, 2237 ausztrál, 451 kanadai, 178 új-zélandi, 24 dél-afrikai volt. Azonosították az egyik német katonát is.
A sírkert északkeleti részén felállított emlékmű 34 948 olyan brit és új-zélandi katona nevét őrzi az utókornak, aki az Ypres közelében zajló ütközetekben vesztette életét 1917. augusztus 16. után, és nyughelyük nem ismert. Az emlékmű közel áll ahhoz a helyhez, ameddig a nemzetközösségi alakulatok a legmélyebbre jutottak Belgiumban.
2023 óta az első világháború temetői és emlékhelyei részeként a világörökséghez tartozik.